# Lionel Bauwens

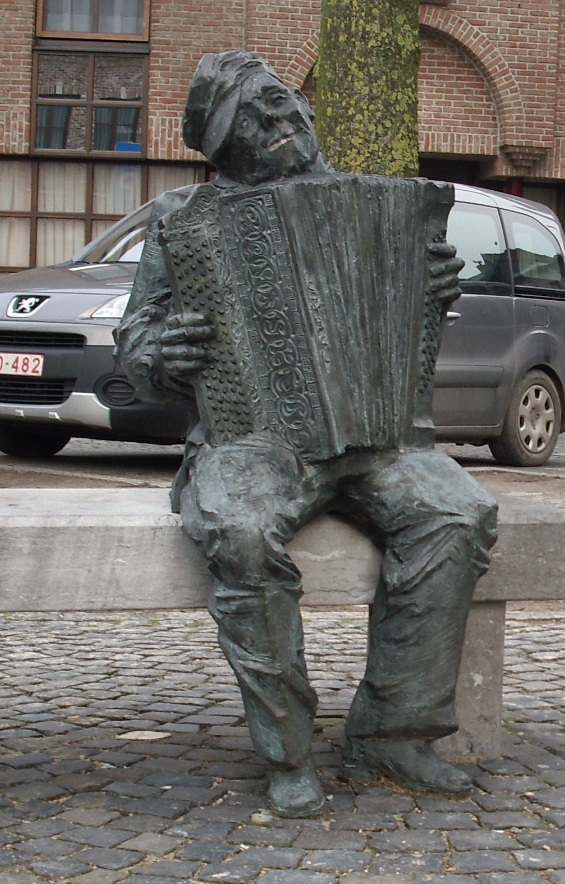
Standbeeld van Lionel Bauwens te Eeklo

Lionel Bauwens, ook Tamboer genoemd (Eeklo, 15 december 1892 - Adegem, 10 mei 1974) was in het Meetjesland maar ook in West- en Oost-Vlaanderen vooral bekend als populaire liedjeszanger en marktkramer.

## Zanger
Hij werd geboren als zoon van Alfons Bauwens, die in Eeklo bekend was als straatzanger. Aanvankelijk koos Lionel voor het beroep van textielarbeider. In 1909 trouwde hij met Clementine Verstraete en werd metser. Na een conflict met zijn werkgever koos hij al vlug voor het beroep waarmee hij bekend werd.

## Engagement
Het hoogtepunt van zijn carrière beleefde hij tijdens het interbellum waarvan hij de toenmalige nieuwsfeiten bezong. Het waren vooral gebeurtenissen in Beernem die voor hem een grote bron van inspiratie en inkomsten werden, in die mate dat hij een levensstandaard kon bereiken die ver boven die van de gemiddelde man lag. Zelf speelde hij accordeon, en zijn zoon Willem begeleidde hem (later) op drums. Met een kritische tekst en genoeg dramatiek kon hij de mensen boeien. Zijn geliefkoosde plekken waren het kerkplein, markten en kermissen. Daarbij konden de toehoorders een tekstblad kopen, zodat ze konden meezingen. Het waren zijn eigen teksten, soms op de muziek en het ritme van bestaande liedjes.
Op het einde van zijn loopbaan specialiseerde hij zich meer en meer op de verkoop van allerlei gadgets op markten, soms tot ongenoegen van zijn collega-marktkramers die het met minder belangstelling moesten stellen.